# ریشه‌سگ
ریشه‌سگ (نام علمی: Rhizocyon oregonensis) نام یک گونه از زیرخانواده سگ‌های استخوان‌شکن است.